# Eutelsat 36A
Eutelsat 36A – satelita telekomunikacyjny należący do konsorcjum Eutelsat, wyniesiony na orbitę 24 maja 2000 za pomocą rakiety Atlas III. Pierwotnie nosił nazwę Eutelsat W4, obecną nazwę otrzymał 1 marca 2012 w ramach ujednolicenia nazw satelitów przez Eutelsat.
Zbudowany został przez Alcatel Space na bazie modelu Spacebus 3000 B2. Posiada 31 transponderów pasma Ku. Planowana żywotność satelity wynosi 12 lat.
Satelita znajduje się na orbicie geostacjonarnej (nad równikiem), na 36. stopniu długości geograficznej wschodniej. Z tej pozycji przez wiele lat nadawał również SESAT 1, a obecnie pracuje tu także Eutelsat 36B (dawny W7).
Eutelsat 36A nadaje sygnał stacji telewizyjnych i radiowych, sygnał TV wysokiej rozdzielczości HDTV oraz dane (usługi dostępu do Internetu) do odbiorców w Europie Wschodniej (europejska część Rosji, Ukraina, Kaukaz, Skandynawia), a także w Hiszpanii, Portugalii i w większości Afryki.

## Odbiór w Polsce
Do odbioru sygnału z satelity Eutelsat 36A w Polsce wymagana jest czasza anteny o średnicy minimum 1 metra. Nadają z niego m.in. rosyjskie platformy cyfrowe: NTV Plus i Tricolor TV.
Przy polaryzacji L/R, można odbierać około 5 niekodowanych kanałów TV i 9 stacji radiowych (głównie w języku rosyjskim). 